# Kumru
Kumru és una varietat d'entrepà turc, de la Regió de l'Egeu de Turquia, especialment d'Esmirna i voltants. S'elabora amb el pa especial anomenat també kumru, què es prepara amb una massa similar a la del simit i es cobreix amb sèsam abans de posar al forn. L'entrepà sovint s'elabora sencillament amb formatge tulum local (İzmir tulumu), rodanxes de tomàquet i pebrot verd. Algunes vegades el pa s'omple amb formatge fregit o altres ingredients calents, com sucuk. Si el pa kumru no acava de sortir del forn, s'escalfa amb una planxa tradicional (amb carbó dins) sobre una planxa de cuinar. Aquesta variant calent s'anomena Çeşme kumrusu (kumru de Çeşme, un districte d'Esmirna famós amb el seu kumru) també. Segons Saveur kumru és el millor entrepà de formatge fos del món.